# Диэлектрический нагрев
Диэлектрический нагрев — метод нагрева диэлектрических материалов высокочастотным переменным электрическим полем (ТВЧ — токи высокой частоты; диапазон 0,3—300 МГц) или электромагнитной волной (СВЧ — сверхвысокие частоты; диапазон 0,4 — 10 ГГц). ТВЧ-нагрев диэлектриков осуществляется в конденсаторах, а СВЧ-нагрев — в волноводах и объёмных резонаторах.
Нагрев вызывается потерями на дипольную поляризацию диэлектриков.
Отличительной особенностью диэлектрического нагрева является объёмность тепловыделения (не обязательно однородного) в нагреваемой среде. В случае ТВЧ-нагрева тепловыделение более однородно из-за большой глубины проникновения энергии в диэлектрик; для СВЧ-нагрева характерна малая глубина проникновения и поверхностный нагрев, а также неоднородность прогрева в пространстве стоячих волн; однородность достигается за счёт теплопроводности материала.

## Описание метода ТВЧ-нагрева
По сравнению с индукционным нагревом, применяемым для разогрева электропроводящих материалов переменным током частотой не более 30 МГц, диэлектрический нагрев проводится обычно с использованием более высоких частот.
Диэлектрический материал (древесина, пластик, керамика) помещается между обкладками конденсатора, на который подаётся напряжение высокой частоты от электронного генератора на радиолампах. Переменное электрическое поле между обкладками конденсатора вызывает поляризацию диэлектрика и появление тока смещения, который разогревает материал.
Достоинства метода: высокая скорость нагрева; чистый бесконтактный метод, позволяющий проводить разогрев в вакууме, защитном газе и т. п.; равномерный нагрев материалов с низкой теплопроводностью; осуществление местного и избирательного нагрева и др.
Области применения метода: сушка материалов (древесины, бумаги, керамики и др.); нагрев пластмасс перед прессованием; сварка пластмасс; сушка клеевых швов; разогрев почвы перед землеройными работами; склеивание древесины и т.д.

## Описание метода СВЧ-нагрева
При СВЧ-нагреве используются электромагнитные волны с частотами выше 100 МГц. Современные микроволновые печи используют обычно частоту 2,45 ГГц, хотя существуют устройства, работающие на частоте 915 МГц.
При использовании электромагнитных СВЧ-волн нагрев вызывается молекулярным дипольным вращением в диэлектрике — типичной дипольной молекулой является молекула воды. При этом в качестве генератора используются устройства на магнетронах. 
Вынужденные колебания полярных молекул под действием внешнего электрического поля приводят к межмолекулярному трению, в результате во всем объёме диэлектрика выделяется теплота. В неидеальных диэлектрических материалах (частично проводящих электрический ток) происходит дополнительный нагрев за счёт проводимости. В диэлектриках, в которых процесс поляризации молекул незначителен, а электропроводность крайне мала, нагрев электромагнитным полем будет отсутствовать; такие материалы: стекло, бумага, фарфор, фаянс, многие полимерные материалы, воздух и т. д..
Метод наиболее широко применяется для разморозки и нагрева при приготовлении пищи. Поскольку вода в пищевых продуктах содержит большое количество различных солей, которые диссоциируют на ионы, служащие носителями электрических зарядов и также реагирующие на переменное электромагнитное поле, нагрев продуктов обусловлен как переориентацией полярных молекул-диполей, так и смещением ионов.

## История применения

### В медицине

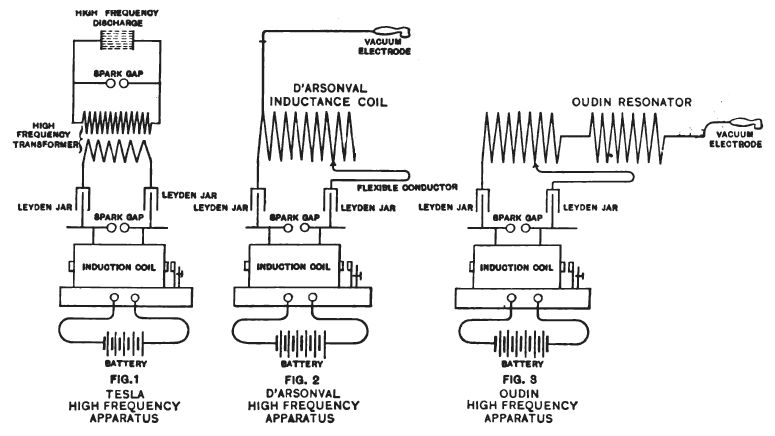
Три схемы, использовавшиеся в физиотерапевтических аппаратах в начале XX века:
катушка Теслы (1), катушка Арсонваля (2), катушка Удена (3).

Впервые эффект нагрева диэлектрика в переменном электромагнитном поле был отмечен Э. В. Сименсом в 1864 году, затем в 1886 году И. И. Боргман изучал нагрев стеклянной стенки лейденской банки при заряде и разряде. Эффект нашёл применение в медицине. В 1891 году Никола Тесла предложил использовать термическое воздействие электромагнитного поля для нужд медицины, а д’Арсонваль, обнаружив, что переменное электромагнитное поле частотой выше 10 кГц не вызывает раздражения тканей, но оказывает различные физиологические эффекты, в том числе термическое воздействие, предложил три практических метода лечения: с помощью электродов, ёмкостными пластинами и катушками индуктивности.
В 1899 году австрийский химик Р. фон Зейнек (von Zaynek) определил скорость выделения тепла в тканях в зависимости от частоты и силы тока и предложил использовать электромагнитные поля частотой свыше 200 кГц для глубокого нагрева тканей тела и лечения. С 1906 года метод стал быстро распространяться и в 1908 году немецкий врач Карл Франц Нагельшмидт (Karl Franz Nagelschmidt) назвал его диатермией и в 1913 году написал первый учебник по этому направлению терапии.
Вплоть до 1920-х годов в терапевтических целях использовались аппараты длинноволновой диатермии с катушками Теслы искрового разряда, работавшими на частотах 0,1 — 2 МГц. В 1925 году А. Эзау (англ. Abraham Esau) заметил, что передатчик большой мощности метрового диапазона вызывал ощущение нагрева у персонала, и предложил использовать СВЧ-волны для терапии; совместно с Е. Шлипхаке он провёл испытания на животных и людях, а И. Петцольд исследовал влияние частоты на глубину прогрева. В результате возникла «коротковолновая диатермия», использующая частоты диапазона 10 — 300 МГц.

### В промышленности
Несмотря на сложность и высокую стоимость оборудования, диэлектрический нагрев нашёл широкое применение в промышленности, поскольку позволяет нагревать непроводящие однородные материалы с высокой скоростью и равномерностью, а неоднородные материалы — избирательно, например, при сушке или склеивании.
В 1930—1934 годах Н. С. Селюгин в Ленинградском филиале ЦНИИ механической обработки древесины разработал технологию сушки древесины токами высокой частоты (Селюгин Н. С. Сушка древесины. — Ленинград: Гослестехиздат, 1936. — 560 с.; Сушка и нагрев древесины в поле высокой частоты / Н. С. Селюгин, С. Н. Абраменко, В. А. Жилинская, Г. А. Софронов ; Под общ. ред. проф. Д. Ф. Шапиро ; Наркомлес СССР, Всес. гос. трест «Севзаплес». Центр. науч.-иссл. лаборатория механич. обработки дерева. — Ленинград: Гослестехиздат, 1938. — 127 с.). В это же время авторское свидетельство на высокочастотную сушку древесины получил А. И. Иоффе. Впервые в промышленных масштабах метод был применён для сушки берёзовых и буковых заготовок на обувной фабрике «Скороход» в Ленинграде.
В 1930-х годах исследовались сушка и стерилизация фруктов с применением электромагнитных волн, а также П. П. Тарутин во ВНИИзерна изучал сушку и уничтожение вредителей зерна с применением токов высокой частоты (Применение ультракоротких волн для дезинсекции и термического воздействия на пшеницу. — Госторгиздат, 1937 — 190 с.).
В 1940-х годах в США были разработаны методы высокочастотного нагрева пластмасс, склеивания древесины и фанеры. Во Франции разработкой способов ВЧ-сушки текстиля и пищевых продуктов, склеивания древесины и нагрева пластмасс перед прессованием занимался А. Эзау; ВЧ-нагрев керамики разрабатывал М. Дескарсин (1946); вулканизацию каучука — ЛеДюк и Дюфур.
Нагрев с использованием сверхвысоких частот стал применяться после изобретения магнетрона в 1940-х годах. В 1947 году в США в вагоне-ресторане была установлена первая СВЧ-плита «Радарэндж», в которой использовался нагрев электромагнитными волнами частотой 2400 МГц. Работы по промышленному применению нагрева на сверхвысоких частотах начались в начале 1960-х годов: в США и Японии разрабатывались методы разрушения горных пород; в США и ФРГ проводились эксперименты по получению плазменного факела.
В конце 1980-х годов австрийской фирмой «Линн» была создана высокотемпературная (до 2000 °C) СВЧ-установка для спекания оксидов.